# بافلو ایرویز
بافلو ایرویز (به انگلیسی: Buffalo Airways) یک شرکت هواپیمایی با کد یاتا J4 است که در تاریخ ۱۳ مه ۱۹۷۰ میلادی تأسیس شده است.
دفتر مرکزی بافلو ایرویز در کانادا واقع شده‌است و قطب این شرکت هواپیمایی در فرودگاه یلونایف قرار دارد.